# Flicka i blå fåtölj
Flicka i blå fåtölj (engelska: Little Girl in a Blue Armchair) är en oljemålning av den amerikanska konstnären Mary Cassatt. Den målades 1878 och ingår sedan 1983 i National Gallery of Arts samlingar i Washington D.C.
Cassatt var en societetsdam som i stora delar av sitt liv var boende i Paris. I likhet med Berthe Morisot, den andra betydande kvinnliga impressionisten, var Cassatt hänvisad till vissa "kvinnliga motiv" såsom kvinnor och barn i vardagsmiljöer och heminteriörer. Cassatt fick hjälp att slutföra Flicka i blå fåtölj av sin mentor Edgar Degas. Den ingick i en grupp om tio tavlor (däribland Kvinna med pärlhalsband i en teaterloge) som Cassatt ställde ut på den fjärde impressionistutställningen i Paris 1879. Det var första impressionistutställningen hon deltog på. Av de återstående fyra utställningarna fram till 1886 deltog Cassatt på ytterligare tre.